# 13.º Regimiento de Instrucción Aérea
El 13.º Regimiento de Instrucción Aérea (13. Flieger-Ausbildungs-Regiment) fue una unidad de la Luftwaffe de la Alemania nazi.

## Historia
Fue formado el 1 de abril de 1939 en Neubiberg, a partir del 13.º Batallón de Reemplazo Aéreo con:
- Stab
- I Batallón de Instrucción desde el 13.º Batallón de Reemplazo Aéreo
- Escuela Elemental de Vuelo (Escuela/13º Regimiento de Instrucción Aérea) desde la Escuela Mixta Experimental Superior Neubiberg.

El II Batallón de Instrucción fue formada en 1940, mientras la Escuela/13º Regimiento de Instrucción Aérea deja el regimiento el 1 de octubre de 1941, y se convirtió 13º Escuela Mixta Experimental Superior. Trasladado a Pilsen-Slowan en noviembre de 1939 y a Angers en octubre de 1941. El 16 de agosto de 1942 es redesignado como el 13º Regimiento Aéreo.

## Comandantes
- Coronel Hermann Unger - (1 de abril de 1939 - 31 de marzo de 1940)
- Coronel Hermann Aue - (1 de abril de 1940 - 12 de enero de 1942)
- Teniente coronel Dr. Erich Stein - (12 de enero de 1942 - 15 de noviembre de 1942)

## Orden de Batalla
- 1939 – 1940: Stab, I. (1-5), 6., 7., Escuela.
- 1941 – 1942: Stab, I. (1-5), 7., II. (8-12).